# Toluca (navire)
Pour les articles homonymes, voir Toluca (homonymie).
Le Toluca est un porte-conteneurs construit en 1988
dans les chantiers navals de Saint-Nazaire destiné au Mexique.
D'une capacité de 2 072 EVP, il est exploité par MSC sous le nom de MSC Denisse.